# فرودگاه راک‌کلیف اتاوا
فرودگاه راک‌کلیف اتاوا (به انگلیسی: Ottawa/Rockcliffe Airport) یک فرودگاه همگانی با کد یاتا YRO است که یک باند فرود آسفالت دارد و طول باند آن ۱۰۰۵ متر است. این فرودگاه در شهر اتاوا کشور کانادا قرار دارد و در ارتفاع ۵۷ متری از سطح دریا واقع شده است.